# Florian Burgkart
Florian Burgkart (* 2000 in München) ist ein deutscher Film- und Theaterschauspieler.

## Leben
Florian Burgkart war Schüler am Pestalozzi-Gymnasium München. Er nimmt seit 2008 Klavierunterricht.
Burgkart wirkte als Kinder- und Jugendschauspieler in der Fernsehepisode Flieg, Engelchen, flieg (Folge 153; Regie Dennis Satin; 2013) der Serie Um Himmels Willen als Marc Berger mit. 2013 war er in Doris Dörries Kinokomödie Alles inklusive als einer der Tim-Darsteller zu sehen. Im Jahr 2016 spielte er die Hauptrolle des Prinzen Theo im Fantasyfilm König Laurin.
Seit 2011 spielte er in Theaterstücken an den Münchner Kammerspielen, am Münchner Volkstheater am Deutschen Theater München, im Cuvilliés-Theater und im Staatstheater am Gärtnerplatz.

## Filmografie (Auswahl)
- 2014: Um Himmels Willen  (Fernsehserie, Folge Flieg, Engelchen, Flieg)
- 2016: König Laurin
- 2018: Der Polizist und das Mädchen
- 2019: In aller Freundschaft – Die jungen Ärzte (Fernsehserie, Folge Endspurt)
- 2020: Lehrerin auf Entzug (Fernsehserie)
- 2021: Sturm der Liebe (Fernsehserie)
- 2023: Die Tribute von Panem – The Ballad of Songbirds and Snakes (The Hunger Games: The Ballad of Songbirds and Snakes)
- 2023: SOKO Stuttgart (Fernsehserie, Folge K. O. im zweiten Satz)
- 2024: SOKO Linz (Fernsehserie, Folge Durch die Nacht)
- 2024: Alle Jahre wieder (Fernsehfilm)